# Campionato europeo di sport sferistici
Il campionato europeo di sport sferistici è una competizione che si svolge periodicamente tra le squadre nazionali europee di 
gioco internazionale e fronton internazionale, oltre alcune specialità decise dalla nazione ospitante.

## Edizioni
- 1993 (Trofeo 5 Nazioni) a Valencia in Spagna
- 1994 a Valenciennes in Francia
- 1995 ad Alba in Italia
- 1997 a Franekeradeel nei Paesi Bassi
- 1999 a Imperia in Italia
- 2001 a Franekeradeel nei Paesi Bassi
- 2003 in Francia
- 2005 in Belgio
- 2007 a Nivelles in Belgio
- 2010 a Massamagrell in Spagna
- 2015 a Maubege in Francia
- 2018 a Franeker nei Paesi Bassi
- 2024 a Freixo de Espada à Cinta in Portogallo